# Honda VTR250
A Honda VTR250 egy motorkerékpár.

## 1997–2018
Az 1997-ben bemutatott újabb VTR250-et a Ducati Monsterhez hasonlították megjelenésében, rácsos vázzal, V-kettes motorral és kezdetben hasonló műszerelrendezéssel, de fordulatszámmérő nélkül. A sebességváltót hatfokozatúról ötfokozatúra cserélték. A 2009-es VTR250 modellben történt az első nagyobb dizájnváltás a 2003-as műszerfal-frissítés óta, amely kiegészült egy fordulatszámmérővel. Az újratervezett hátsó és középső részen a 2009-es modell elektronikus üzemanyag-befecskendezést is kapott.
A VTR250-et széles körben forgalmazzák az ázsiai és csendes-óceáni térségben, de az Egyesült Államokban nem. Bár az európai országokban jelenleg nehéz beszerezni, a 2009-es VTR250-es modellt Európába importálni fogják. Ausztráliába hivatalosan 1998 és 2007 között importálták, a 2009-es modell 2009 közepén kerül újra forgalomba.

## Technikai adatok

### Motorblokk
Típus : Folyadékhűtéses, négyütemű, 90 fokos, 4 szelepes DOHC V-2

Hengerűrtartalom: 250 cm3

Furat x löket: 60 x 44,2 mm

Sűrítési arány: 11:1

Max. teljesítmény: 22 kW 10500 fordulat/percnél

Max. nyomaték: 22 Nm 8500 fordulat/percnél

Alapjárat: 1300 fordulat/perc

Olajmennyiség: 2,4 liter

### Üzemanyag ellátás
Keverékképzés: PGM-FI elektronikus benzinbefecskendező rendszer

Torokátmérő: 32 mm

Levegőszűrő: Viszkózus, paneles papírszűrő

Üzemanyagtank térfogat: 12,4 liter (1,5 literes tartalékkal)

### Elektromos rendszer
Gyújtásrendszer: Számítógép vezérelt, tranzisztoros, elektronikus rásegítéssel

Gyújtás: 10° felső holtpont előtt (alapjárat) ~ 17,03° FHE (2000 ford./perc)

Gyújtógyertya: CR8EH-9 (NGK); U24FER9 (DENSO)

Indítás: Önindító

Akkumulátor kapacitás: 12 V / 6 Ah

Generátor teljesítmény: 0,32 kW

Fényszóró: 12 V, 55 W x 1 (tompított) / 60W x 1 (reflektor)

### Erőátvitel
Kuplung: Olajfürdős, többtárcsás, tekercsrugókkal

Váltó: Ötsebességes

Primer áttétel: 2,821

Váltóáttételek:

1. 2.733,

2. 1.800,

3. 1.375,

4. 1.111,

5. 0.965

Végáttétel: 2.928

Szekunder hajtás: O-gyűrűs lánc

### Váz
Típus: Gyémánt; acél

### Felfüggesztés
Méretek (Hossz x Szélesség x Magasság): 2070 x 725 x 1055 mm

Tengelytáv: 1405 mm

Villaszög: 25° 30’

Utánfutás: 96 mm

Fordulókör: 2,7 m

Ülésmagasság: 775 mm

Hasmagasság: 155 mm

Önsúly: 161 kg (E: 77 kg; H: 84 kg)

Maximális terhelhetőség: 336 kg

Együttes tömeg: 340 kg (E: 114 kg; H: 226 kg)

### Futómű
Elöl: 41 mm-es teleszkópvilla, 117 mm rugóút

Hátul: központi rugóstag állítható rugó előfeszítés, 125 mm rugóút.

### Kerekek
Elöl: Z keresztmetszetű, ötküllős, öntött alumínium

Hátul: Z keresztmetszetű, ötküllős, öntött alumínium

### Felni méret
Elöl: 17M/C x MT3,00

Hátul: 17M/C x MT4,00

### Gumi méret
Elöl: 110/70 17M/C (54H)

Hátul: 140/70 17M/C (66H)

### Guminyomás
- Elöl: 200 kPa
- Hátul: 225 kPa (utassal: 225 kPa)

### Fékek
Típus

Elöl: 296 mm-es hidraulikus féktárcsa, kétdugattyús féknyereg, gyantás öntött fékbetét

Hátul: 220 mm-es hidraulikus féktárcsa, egydugattyús féknyereg, gyantás öntött fékbetét